# حوكمة المناخ

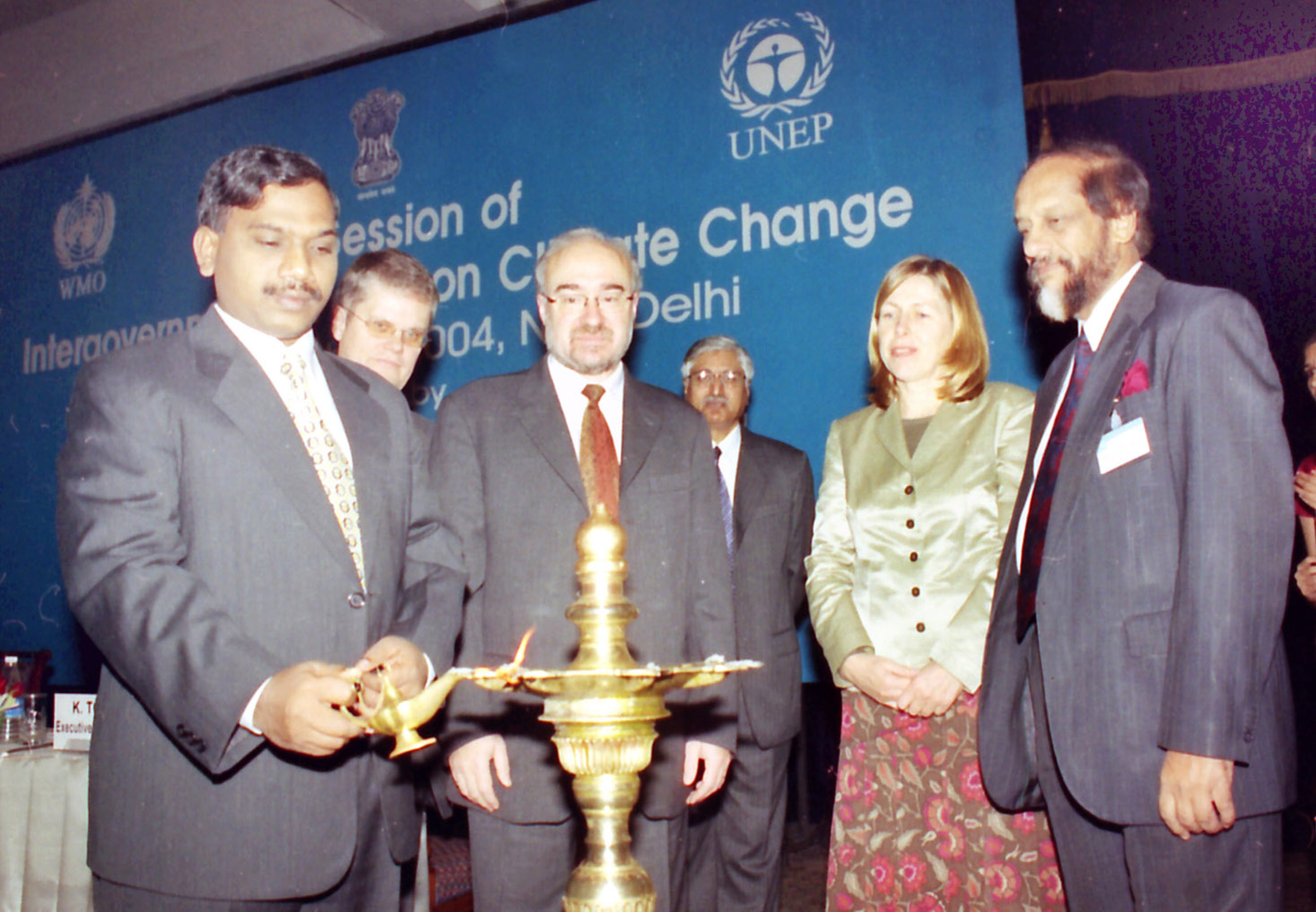
شري أ. راجا، وزير البيئة والغابات الهندي، يفتتح الجلسة الثانية والعشرين للهيئة الحكومية الدولية المعنية بتغير المناخ (IPCC) في 2004: تعزيز حوكمة المناخ على المستوى الدولي

في البيئة السياسية والسياسة البيئية، حوكمة المناخ هي الدبلوماسية والآليات وتدابير الاستجابة «التي تهدف إلى توجيه النظم الاجتماعية نحو منع المخاطر التي يفرضها التغير المناخي أو تخفيف منها أو التكيف معها». إن التعريف الحاسم لحوكمة المناخ معقد بسبب مجموعة واسعة من تقاليد العلوم السياسية والاجتماعية (بما في ذلك السياسة المقارنة والاقتصاد السياسي والحوكمة متعددة المستويات) التي تشارك في فهم وتحليل حوكمة المناخ على مستويات مختلفة وعبر مختلف المجالات. في الأوساط الأكاديمية، أصبحت حوكمة المناخ مجال اهتمام الجغرافيين وعلماء الإنسان والاقتصاديين وعلماء دراسات الأعمال.
في العقدين الماضيين، نشأت مفارقة بين زيادة الوعي بأسباب تغير المناخ وعواقبه والقلق المتزايد من أن القضايا المحيطة به تمثل مشكلة مستعصية. في البداية، جرى التعامل مع تغير المناخ كقضية عالمية، وسعت حوكمة المناخ إلى معالجتها على الساحة الدولية. وكانت النتيجة هي الاتفاقات البيئية متعددة الأطراف (إم إي إيه إس)، بدءًا من اتفاقية الأمم المتحدة الإطارية بشأن التغير المناخي (يو إن إف سي سي سي) في عام 1992. لكن باستثناء اتفاقية كيوتو، كانت الاتفاقات الدولية بين الدول غير فعالة إلى حد كبير في تحقيق تخفيضات ملزمة قانونًا في الانبعاثات، ومع نهاية فترة الالتزام الأولى لاتفاقية كيوتو في عام 2012، بدءًا من عام 2013، لا يوجد نظام مناخ عالمي ملزم قانونًا. ساهم هذا القصور الذاتي على المسرح السياسي الدولي في الروايات السياسية البديلة التي دعت إلى اتباع نهج أكثر مرونة وفعالية من حيث التكلفة وقائمة على المشاركة لمعالجة المشاكل المتعددة للتغير المناخي. تتعلق هذه الروايات بالتنوع المتزايد للطرق التي تُطور وتُنشر في مجال حوكمة المناخ.

## التسلسل الزمني لحوكمة المناخ
| العام | الحدث |
| 1979  | مؤتمر المناخ العالمي الأول (نظمته المنظمة العالمية للأرصاد الجوية) |
| 1988  | إنشاء اللجنة الدولية للتغيرات المناخية (أي بّي سي سي) |
| 1990  | 1- أول تقرير للجنة الدولية للتغيرات المناخية تقول إن العالم في حالة احترار ويرجح أن تستمر في المستقبل 2- مؤتمر المناخ العالمي الثاني |
| 1992  | اتفاقية الأمم المتحدة الإطارية بشأن التغير المناخي التي وقعت عليها 154 دولة في مؤتمر ريو |
| 1993  | إطلاق برنامج مدن من أجل حماية المناخ |
| 1995  | التقرير الثاني للجنة الدولية للتغيرات المناخية يشير إلى بصمة الإنسان ضمن أسباب احترار تأثير البيت الزجاجي، ويعلن أن الاحترار قد يصبح خطيرًا في القرن القادم |
| 1997  | 1- التوافق على اتفاقية كيوتو. التي تلزم 38 بلدًا صناعيًا بتخفيض انبعاثات غازات الدفيئة بمتوسط 5.2% تحت مستويات 1990 بين العامين 2008 و2012. 2- انطلاق المبادرة العالمية للتقارير، والتي تضمن الكشف عن انبعاثات غازات الدفيئة                                     |
| 2001  | 1- تقرير ثالث للجنة الدولية للتغيرات المناخية يقول إن الاحتباس الحراري، الذي لم يحدث ما يشابهه منذ أخر عصر جليدي، هو «مرجح للغاية»، وقد تصاحبه مفاجآت كبيرة. الأمر الذي أنهى الجدل بين العلماء إلا قلة منهم 2- الولايات المتحدة تعلن انسحابها من اتفاقية كيوتو |
| 2002  | 1- اتفاقية دول جنوب شرق آسيا لتلوث الغبش العابر للحدود 2- السوق الأوروبية المشتركة توافق على اتفاقية كيوتو، وتلزم الدول الأعضاء بتخفيض انبعاثات غازات الدفيئة بشرية المنشأ بنسبة 5%                                                                            |
| 2005  | 1- بدء نفاذ اتفاقية كيوتو، التي وقعتها كل الدول الصناعية الكبرى باستثناء الولايات المتحدة 2- مجموعة المدن الأربعون القيادية في مجال المناخ، والتي تُعرف باسم المدن الأربعون سي 40(والتي كانت في البداية المدن العشرون سي 20)                                    |
| 2007  | 1- التقرير الرابع للجنة الدولية للتغيرات المناخية يحذر أن الأثار الخطيرة للاحترار أصبحت جلية 2- إطلاق مبادرة المناخ الغربية (دبليو سي أي). التي بدأت في ولايات أمريكا الشمالية لمواجهة التغير المناخي الذي يسببه الاحتباس الحراري، بشكل مستقل عن حكوماتهم      |
| 2009  | 1- وضعت مسودة اتفاقية كوبنهاغن في الجلسة الخامسة عشر لمؤتمر الأطراف. وذلك لغياب اتفاق ملزم قانونًا لاتفاقية كيوتو. فهو اتفاق تطوعي وغير ملزم قانونًا 2- مؤتمر المناخ العالمي الثالث (دبليو سي سي – 3)                                                            |

## الخلفية
يمكن أن يعزى تطور حوكمة المناخ أولًا إلى دبلوماسية المناخ بين الجهات الفاعلة بين الدول وثانيًا إلى تطور الشبكات العابرة للدول والجهات الفاعلة غير الحكومية. يبرز التسلسل الزمني أعلاه النقاط الرئيسية خلال هذه العملية. من الصعب تحديد نقطة «التكوين» على وجه التحديد، ولكن النقطة الحاسمة في تاريخها هي اتفاقية الأمم المتحدة الإطارية بشأن التغير المناخي لعام 1992 في ريو. وقد أطلق عليه «أول حدث رئيسي في تاريخ دبلوماسية المناخ». خاطب المؤتمر الدول من جميع أنحاء العالم وسعى لمحاكاة النجاح الدبلوماسي لبروتوكول مونتريال في التخلص التدريجي من المواد الكيميائية التي تستنفد طبقة الأوزون.
نظرًا لاستمرار حوكمة المناخ في التطور على الساحة الدولية، سعت سلسلة من شبكات الجهات الفاعلة العامة والخاصة العابرة للدول إلى تنفيذ أهدافها على أرضها، على سبيل المثال المدن الأربعون، وميثاق المدن العالمية بشأن المناخ (المعروف أيضًا باسم «ميثاق مدينة مكسيكو»)، وبرنامج المدن لحماية المناخ (سي سي بّي بّي). كان مؤتمر الأمم المتحدة من أجل البيئة والتقدم (يو إن إف سي إي دي) في عام 1992 «محفزًا» لهذه العملية. تبنت الشبكات الإقليمية والمحلية الحالية أهدافها لخفض الانبعاثات وبدأت في التفكير في كيفية تحقيقها على المستوى المحلي. مثال على ذلك حكومات محلية من أجل الاستدامة (أي سي إل إي أي) التي اعتمدت الاتفاقية الإطارية بشأن التغير المناخي كجزء من التزامها بربط العمل المحلي بالأهداف المتفق عليها دوليًا. وتحت مظلة الأهداف المناخية المتفق عليها دوليًا، طورت أساليب مبتكرة لحوكمة المناخ تسعى إلى الحد من الانبعاثات باستخدام الآليات القائمة على السوق، على سبيل المثال آلية «الحد الأقصى وتجارة الانبعاثات».
في حين أن العملية المشتركة لعقد الاتفاقيات ما تزال تلعب دورًا رئيسيًا في التخفيف من تغير المناخ الناتج عن الأنشطة البشرية، ولكنها موجودة الآن كجزء من نسيج أوسع لمبادرات حوكمة المناخ الخاصة والعامة التي تعمل على مستويات متعددة.

## حد شمال - جنوب
إن حد شمال – جنوب هو تقسيم اجتماعي اقتصادي وسياسي. ينطبق على حوكمة المناخ، يفصل الحد بين البلدان الشمالية «المتطورة» والتي ساهمت من الناحية التاريخية بإصدار انبعاثات بنسب عالية مقارنة بالدول الجنوبية «غير المتطورة» التي أصدرت انبعاثات أقل بكثير. وقد استُخدم هذا الحد لتسليط الضوء على الاختلافات في القابلية للتأثر بتغير المناخ (يعتبر الجنوب العالمي أكثر عرضة للخطر بسبب ارتفاع نسبة الكوارث الطبيعية والبُنى التحتية الأقل تطورًا والثروة الأقل). لقد أدت هذه الانقسامات إلى تغذية جميع قضايا حوكمة المناخ الدولية، التي أثارت معها قضايا العدالة الاجتماعية والمساواة التي ما تزال قائمة حتى اليوم. أحد انتقادات الحد هو أنه يبسط المشهد المتزايد التعقيد. في السنوات الأخيرة، بدأت التجارة الدولية وتدفقات رأس المال الحر وتنمية بعض دول الجنوب (على سبيل المثال الصين والهند) بإعادة تحديد العلاقات الاجتماعية والاقتصادية والسياسية العالمية.  